# Christian Heinrich Reichel
Christian Heinrich Reichel (* 13. April 1734 in Leipzig; † 21. April 1807 in Zittau) war ein deutscher Pädagoge, Übersetzer und Schriftsteller.

## Leben
Christian Heinrich Reichel wurde als Sohn eines kurfürstlichen sächsischen Hof-Uhrmachers geboren. 
Er besuchte in Leipzig die Niklasschule (heute: Alte Nikolaischule) anfangs beim Rektor Dietrich Dreßler (1673–1746) und später Johann Christoph Ortlob (1675–1751) sowie Christian Gottlob Haltaus (1702–1758), seine weiteren Lehrer waren Johann Homilius (1671–1750), Bareitt, Johann Christian Thiele (1692–1773) und Johann Gottfried Schwalbe († 1764); anschließend studierte er ab 1754 an der Universität Leipzig und hörte Vorlesungen bei Johann August Ernesti, Christian Fürchtegott Gellert, August Friedrich Müller, Johann Friedrich Bahrdt, Christian August Crusius und Carl Andreas Bel. Nach fünf Jahren Studium kam er 1759 als Hofmeister zum Berghauptmann Carl Christian von Breitenbauch (1694–1721), Herr auf Burg Ranis und in Petzkendorf und später als Hofmeister zum General Leopold Johann von Platen in Sagan.   
Auf Empfehlung seines Professors Christian Fürchtegott Gellert kam er 1769 als Hauslehrer nach Dänemark und unterrichtete zehn Jahre lang beim Grafen von Ahlefeldt in Tranekær. 1772 begleitete er seinen zwölfjährigen Schüler auch an die Universität Kiel und blieb dort mit ihm bis 1777. Weil er das Indigenat nicht erhalten konnte, kehrte Christian Heinrich Reichel, nach einer Reise mit einigen dänischen Edelleuten durch Deutschland und die Schweiz, nach Leipzig zurück und wurde Lehrer der französischen, dänischen und schwedischen Sprache sowie Deutsch-Lehrer für ausländische Schüler; 1794 wurde er Sprachlehrer für Französisch an dem Gymnasium zu Zittau. 

## Werke (Auswahl)
- Gottlieb Heinrich Ide; Johann Georg Friedrich Franz; Samuel Christian Böhme; Elias Richter; Johann Ehrenfried Wagner; Paul Gottlob Andreae; Christoph Ludwig Pöppig; Christian Heinrich Reichel; Johann Christian Bendixsohn; Ludewig Friedrich August Zinke; Johann Gottlob Thierbach; Johann Ehrenfried Walther: Lob der Homilie zum Andenken der am 1sten März 1759 erlangten Magisterwürde des Hochedlen und Hochgelahrten Herrn, Herrn Johann George Friedrich Franzens. Leipzig Walther 1759.
- Dänisches Theater. Flensburg & Leipzig Korten 1782.
- Das Muttersöhnchen auf der Galere. Leipzig, 1783.
- Sören Abildgaard; Christian Heinrich Reichel: Physikalisch-mineralogische Beschreibung des Vorgebirges auf der Insel Möen. Kopenhagen, 1783.
- David Schulz von Schulzenheim; Christian Heinrich Reichel: Gedächtnisrede auf den hochwohlgebornen Herrn, Herrn Carl von Linné: gehalten in der Domkirche zu Upsal den 30 November, 1783, als das adeliche Familienwappen des auf der männlichen Seite erloschenen von Linnéischen Stammes zerschlagen ward. Leipzig, 1784.
- Tyge Jesper Rothe; Christian Heinrich Reichel: Nordens Statsverfassung vor der Lehnszeit, mit Odels Recht und Volksfreyheit in der Lehnszeit, und dann adliche Gerichtsbarkeit, Frohndienste, Leibeigenschaft samt Aristokratie. Kopenhagen; Leipzig: Bey Christian Gottlieb Prost, 1784–1789.
- Knud Lyne Rahbek; Christian Heinrich Reichel: Briefe eines alten Schauspielers an seinen Sohn. Kopenhagen; Leipzig: Christian Gottlob Prost, 1785.
- Peter Frederik Suhm; Christian Heinrich Reichel: Romantische Gemälde aus der nordischen Vorzeit. Leipzig Central-Comptoir f. Literatur u. Kunst 1785.
- Peter Friedrich Suhm; Christian Heinrich Reichel: Sigrid oder Liebe, Lohn der Tapferkeit: Eine Erzählung, welche den Preis erhalten. Leipzig Müller 1785.
- Peter Friedrich Suhm; Christian Heinrich Reichel: Sigrid, die drey Freunde und Alfsol: Drey Erzählungen. Leipzig, 1785.
- Christian Bastholm; Christian Heinrich Reichel; Johann Georg Rosenmüller: Ueber Verbesserung des äusserlichen Gottesdienstes (von C. Bastholm), aus dem Dänischen (uebersetzt von C.H. Reichel), mit einer Vorrede begleitet von D. Johann Georg Rosenmüller. Leipzig: F. G. Jacobäer, 1786.
- Die Rupie. Mit eingestreuten Asiatischen und Europäischen Anekdoten, nebst einigen Nachrichten von dem Leben des Verfassers, und dessen Betrachtungen über die Afrikaner: Aus dem Englischen. Berlin, 1789.
- John Ash; Christian Heinrich Reichel; Robert Lowth: Grammatische Anweisung; oder Eine leichte Einleitung in D. Lowths Englische Sprachlehre für Schulen Neuste, verbesserte und vermehrte Ausgabe. Berlin: bey Christian Friedrich Himburg, 1789.
- Johann Christoph Adelung; Christian Heinrich Reichel: Abrégé de la Grammaire allemande de M. Adelung, traduit de l'allemand et suivi de remarques à l'usage des étrangers, par Chrétien Henri Reichel. Leipzig: F.G. Jacobaer, 1789.
- Robert Lowth; Christian Heinrich Reichel: D. Lowth's Englische Sprachlehre, mit kritischen Noten. Leipzig Weidmann 1790.
- Christian Leberecht Heyne; Johann Jakob Engel; Christian Heinrich Reichel: A Selection Of Anthony Wall's Novels: With Others. Leipzig: Weidmann, 1791.
- John Perrin; Christian Heinrich Reichel: Anfangsgründe der französischen Sprache: in neuen leichten Gesprächen, mit vorgängiger Erklärung der Wörter, Französisch, Englisch und Deutsch. Leipzig, 1792.
- Nouveau dictionnaire allemand par racines, d'après celui de M. Adelung, à l'usage des étrangers: par Chrétien Henri Reichel. Leipzig: Weidmann, 1794.
- Johann Clemens Tode; Christian Heinrich Reichel: Der Eheteufel, oder Der Bankerott: ein Lustspiel in 5 Aufzügen. Augsburg, 1794.
- Anthony Davidson; Christian Heinrich Reichel: Launige Reise durch Holland: In Yoricks Manier; mit Charakter-Skizzen und Anekdoten über die Sitten und Gebräuche der Holländer; aus dem Englischen. Zittau Leipzig Schöps 1795.
- Michael Combrune; Christian Heinrich Reichel: Theorie und Praxis des Bierbrauens: Mit Erlaubnis des Meisters, der Vorsteher, und versammelten Beysitzer einer geehrten Brauerzunft. Leipzig : Rabenhorst, 1796.
- Christian Heinrich Reichel; Johann Christoph Adelung; Johann David Schöps: Anweisung alte und neue Sprachen auf eine leichte Art, zu erlernen. Zittau Leipzig Schöps Halle, Saale Universitäts- und Landesbibliothek Sachsen-Anhalt Zittau Leipzig 1797.
- Neue Bagatellen. Zittau & Leipzig Schöps 1802.
- Johann Christoph Adelung; Christian Heinrich Reichel; Friedrich Gotthold Jacobäer; Amand König: Le nouveau maitre allemand ou Abrege de la grammaire allemande de J. C. Adelung. Leipsic: chez Fredric Gotthold Jacobaeer: Paris: chez Amand Koenig, Libraire, 1802.